# Kirkcaldy

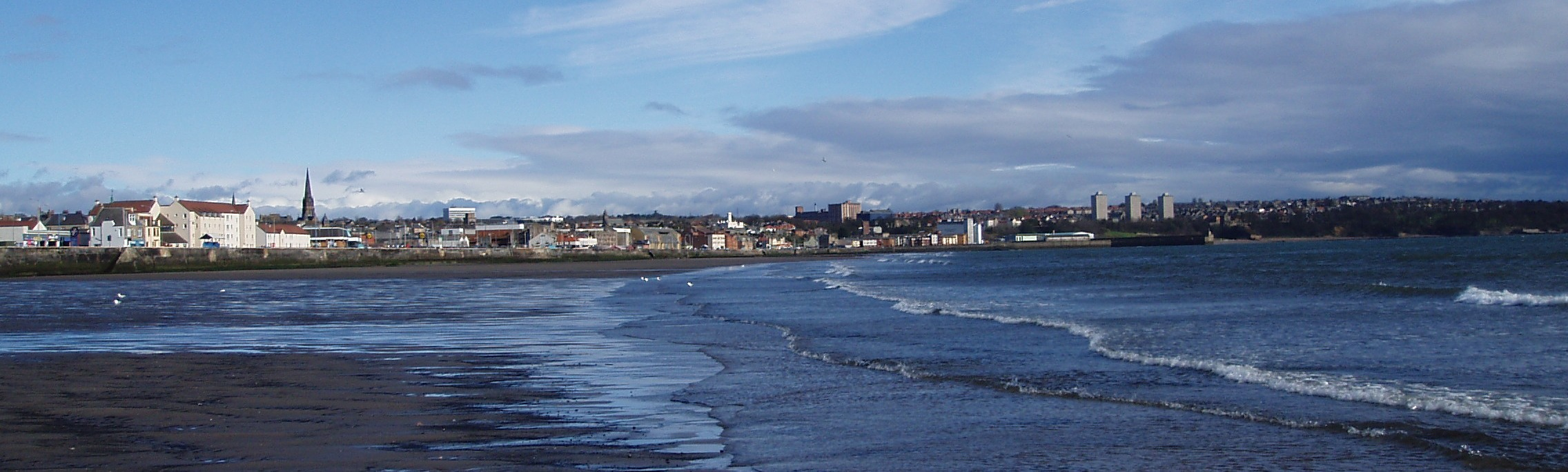
Vista de la badia de Kirkcaldy

Kirkcaldy, en gaèlic escocès: Cair Chaladain és una població de Fife, a la costa est d'Escòcia. Té 49.460 habitants (2012). Kirkcaldy té el sobrenom en llengua scots de Lang Toun (en anglès: "long town").
La primera menció escrita de Kirkcaldy és del 1075. Va obtenir la seva independència de l'abadia Dunfermline quan va ser creada com un royal burgh per Carles I d'Anglaterra el 1644. Des del segle xvi va tenir un port comercial important. La seva indústria més important va ser la del linòleum. Hi va néixer l'economista Adam Smith i aquí va escriure la seva obra The Wealth of Nations

## Fills Il·lustres
- Edward Sang (1805-1890), matemàtic.